# Evgraf Kovalevski
Pour les articles homonymes, voir Kovalevski.
Evgraf Petrovitch Kovalevski (en russe : Евгра́ф Петро́вич Ковале́вский), né le 21 décembre 1790 et décédé le 30 mars 1867, était un homme d'État russe. Il fut ministre de l'Instruction publique du 23 mars 1858 au 28 juin 1861. Politique aux idées libérales.